# Ruisseau de Rô
Le ruisseau de Rô ou ruisseau Rô occidental est une rivière du sud de la France, sous-affluent du Tarn et de la Garonne.

## Géographie
De 11,6 km de longueur, il prend sa source sur la commune de Castelnau-de-Montmiral, dans le Tarn et se jette dans la Vère en rive droite sur la commune de Puycelsi.

## Départements et villes traversées
- Tarn : Castelnau-de-Montmiral, Puycelsi.

## Principaux affluents
- Le Merdaoussou (4,1 km)
- Ravin de Bouysselou (2,8 km)